# Александър Кулев
Александър Н. Кулев е български просветен деец от края на XIX – началото на XX век.

## Биография
Роден е в Болград, Княжество Молдова, на 22 януари 1862 година. Завършва Болградската класическа гимназия, а след това Новорусийския университет в Одеса, Русия. Идва в българските земи и работи като учител в Солунската българска мъжка гимназия от 1885 до 1888 година, като е член на стопанската комисия при пансиона на гимназията. По-късно от 1888 до 1933 година е преподавател и директор на учебни заведения в България - София, Варна, Търново и Самоков. Преподава естествена история в Русенската мъжка гимназия, като една година е учител и 11 години и половина директор. През 1899-1900 година е директор и на Висшия педагогически курс в Русе. Пенсионира се в 1911 година и преподава в Американския колеж в София.
В 1898 – 1899 година е член на Учебния съвет при Министерството на просветата. Автор е на различни учебници по естествена история за прогимназиални и гимназиални класове.